# Nadvirna
Nadvirna (en ukrainien : Надвірна) ou Nadvornaïa (en russe : Надворная ; en polonais : Nadwórna ; en yiddish : נאדווארנא) est une ville de l'oblast d'Ivano-Frankivsk, en Ukraine, et le centre administratif du raïon de Nadvirna. Sa population s'élevait à 22 545 habitants en 2021.

## Géographie
Nadvirna est située à 33 km au sud-ouest d'Ivano-Frankivsk et à 476 km à l'est-sud-est de Kiev.

## Histoire
Nadvirna était sous la souveraineté de la république des Deux Nations (Pologne-Lituanie) jusqu'à la première partition de la Pologne, en 1772, qui la rattacha à l'empire d'Autriche. Après le compromis de 1867, la ville (nommée Nadworna) fait partie de l'Autriche-Hongrie (Cisleithanie), chef-lieu du district de même nom, l'un des 78 Bezirkshauptmannschaften (powiats) en province (Kronland) de Galicie en 1900.
Pendant la Première Guerre mondiale, la Légion polonaise a remporté une de ses premières victoires, la bataille de Rafajlowa (en) (24-25 janvier 1915), près de Nadvirna.
Dès 1919, le sort de cette province fut disputé par la Pologne et la Russie soviétique, jusqu'à la Paix de Riga le 18 mars 1921, attribuant la Galicie orientale à la Pologne, (jusqu'à la rivière Zbroutch).
Dans les années 1930, le mouvement des nationalistes ukrainiens de Stepan Bandera y fut très actif. À la suite du pacte germano-soviétique Nadvirna fut occupée par l'Union soviétique en septembre 1939, puis par l'Allemagne nazie en juillet 1941.
La ville a compté une importante communauté juive (64 % de sa population en 1880), mais qui a fort diminué par la suite (34 % en 1921). Pendant la Seconde Guerre mondiale, la moitié des Juifs de Nadvirna ainsi que des réfugiés juifs d'autres localités furent assassinés à Bukowinka, à 3 km de Nadvirna le 6 octobre 1941. Les autres périrent dans les ghettos de Nadvirna et de Stanislawow ou au camp d'extermination de Bełżec.
La ville fut reprise par l'Armée rouge le 26 juillet 1944, annexée par l'Union soviétique et incorporée à la république socialiste soviétique d'Ukraine. Elle fait partie de l'Ukraine indépendante depuis 1991.

## Population
Recensements (*) ou estimations de la population :
| 1880* | 1890* | 1900* | 1910* | 1921* | 1939  |
| ----- | ----- | ----- | ----- | ----- | ----- |
| 6 552 | 7 227 | 7 525 | 8 080 | 6 042 | 8 900 |

| 1959* | 1970*  | 1979*  | 1989*  | 2001*  | 2011   |
| ----- | ------ | ------ | ------ | ------ | ------ |
| 8 751 | 16 155 | 18 264 | 20 299 | 20 932 | 21 930 |

| 2012   | 2013   | 2014   | 2015   | 2016   | 2017   |
| ------ | ------ | ------ | ------ | ------ | ------ |
| 22 093 | 22 209 | 22 255 | 22 344 | 22 281 | 22 112 |

| 2021  | - | - | - | - | - |
| ----- | - | - | - | - | - |
| 22545 | - | - | - | - | - |

## Économie
Les principales productions de Nadvirna sont le sel, les produits pétroliers (entreprise Nadvirniaskyï Naftopererobnyï Zavod, en ukrainien : Надвірнянський Нафтопереробний завод) et le bois. Nadvirna est située dans une contrée vallonnée et verdoyante à une trentaine de kilomètres au nord des Carpates, ce qui en fait une station estivale populaire, avec des restaurants et des hôtels.

## Lieux culturels

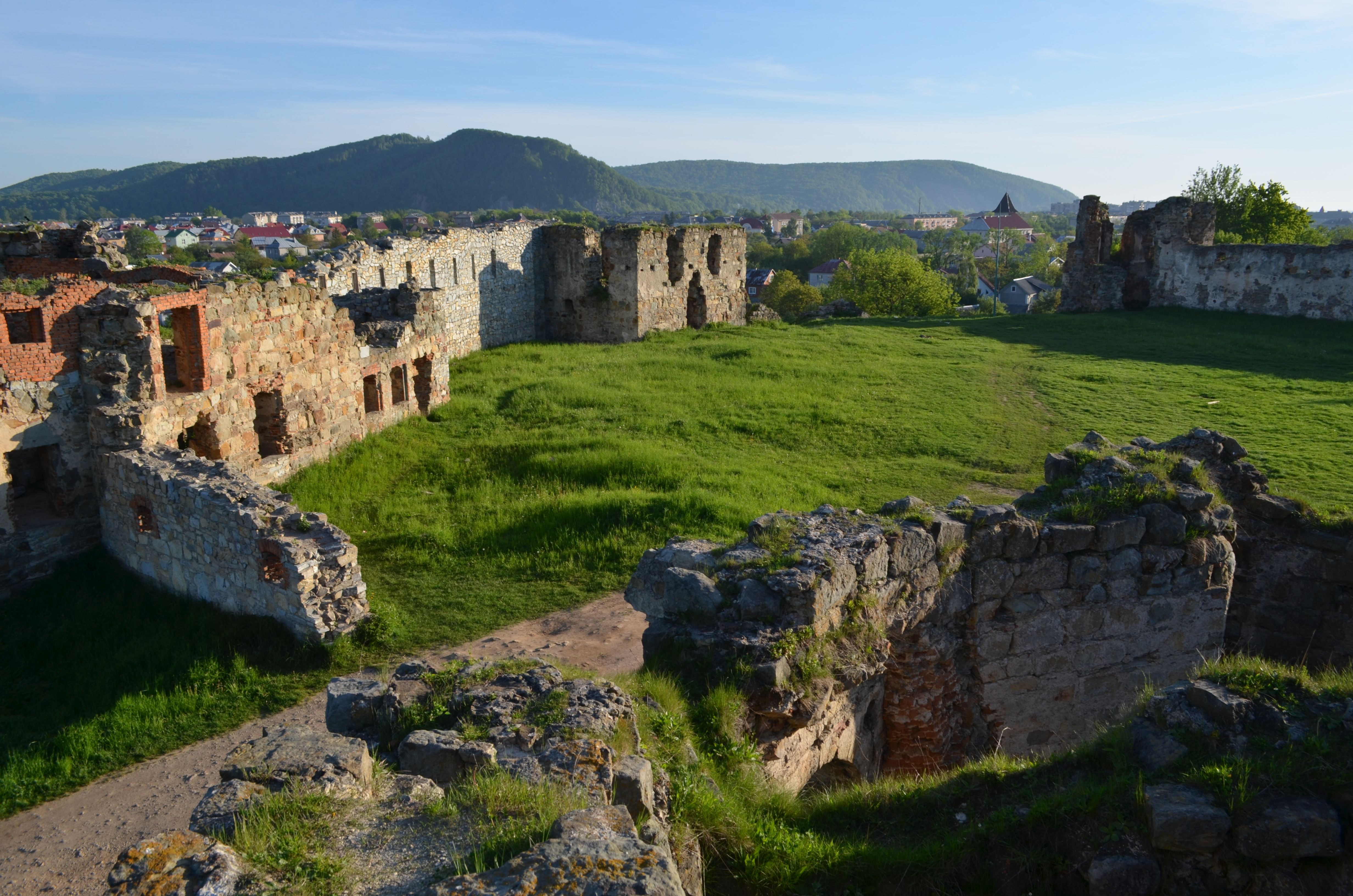
Le château de Pniv, classé[7], patrimoine national N°240.
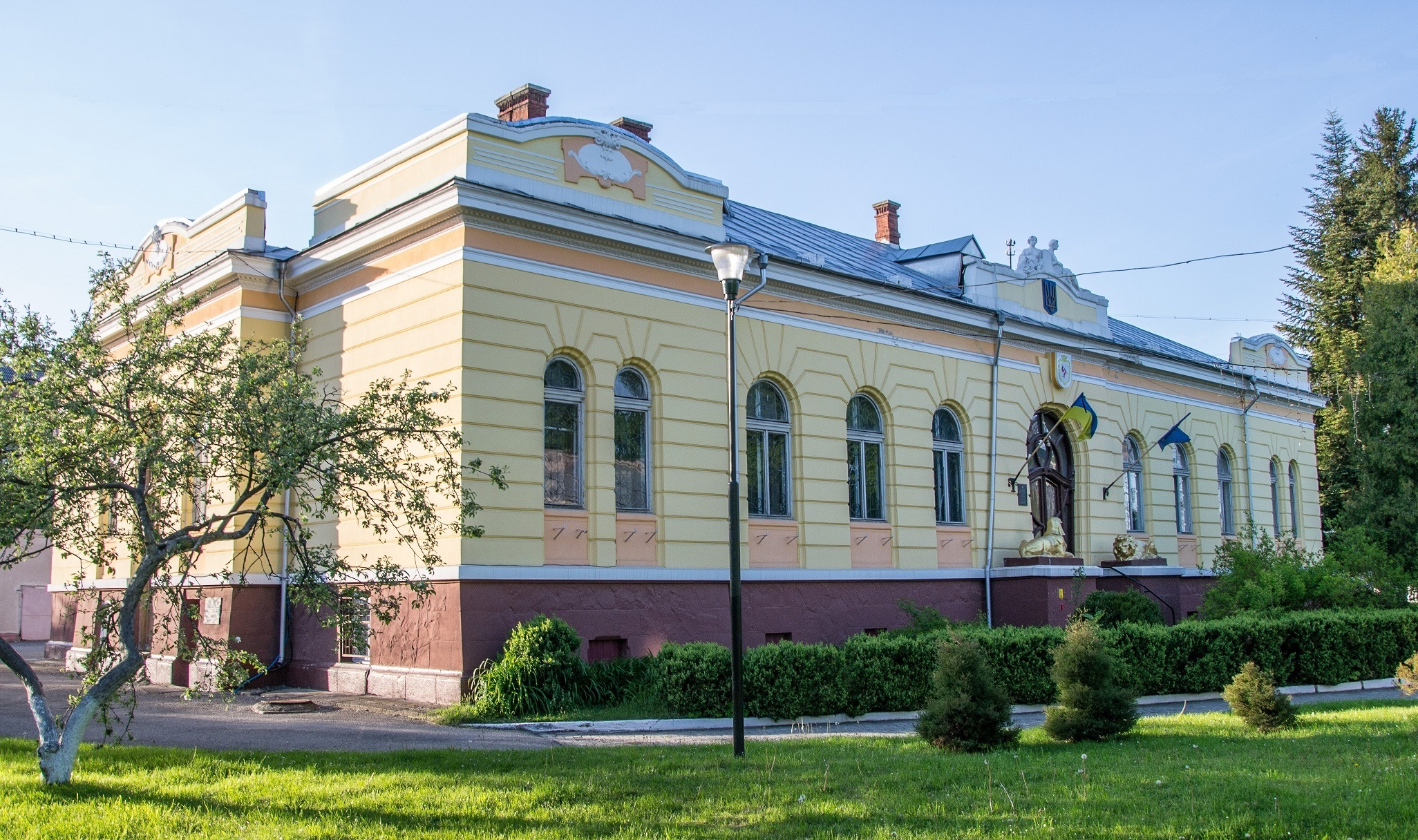
Immeuble municipal 29 rue Hetman-Mazepa, classé[8].
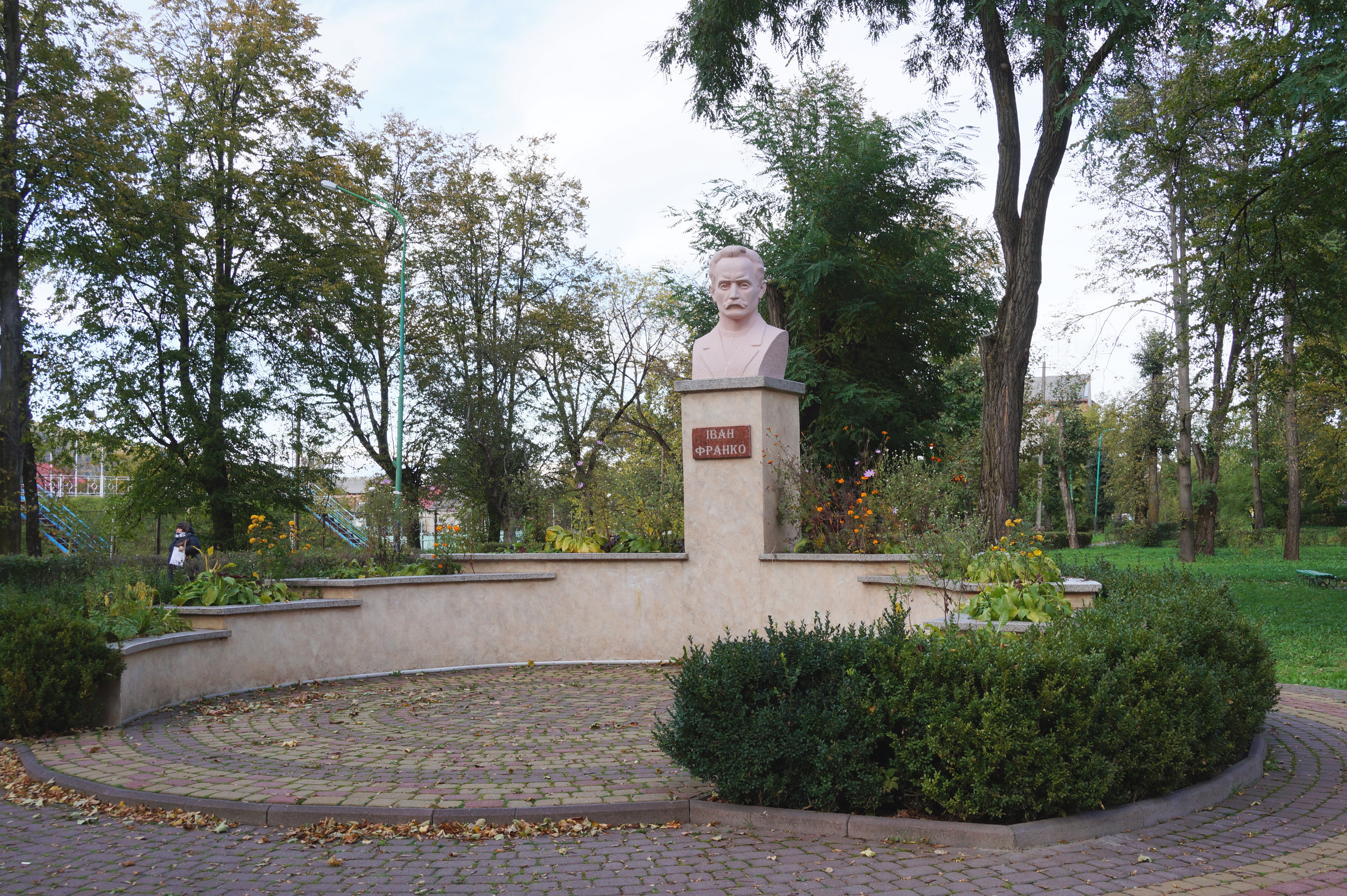
buste d'Ivan Franko, classé[9].
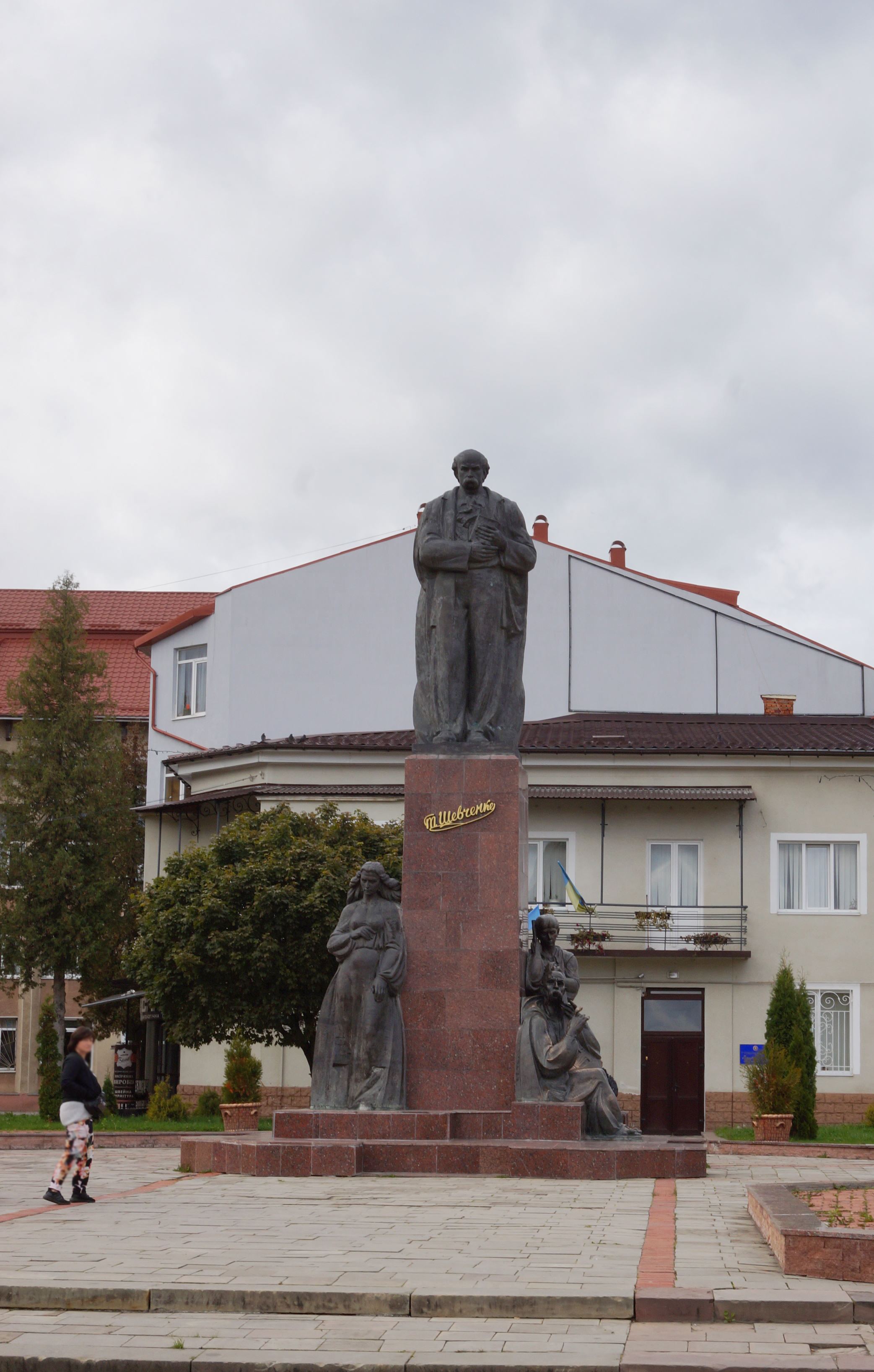
statue Taras Chevtchenko, classé[10].
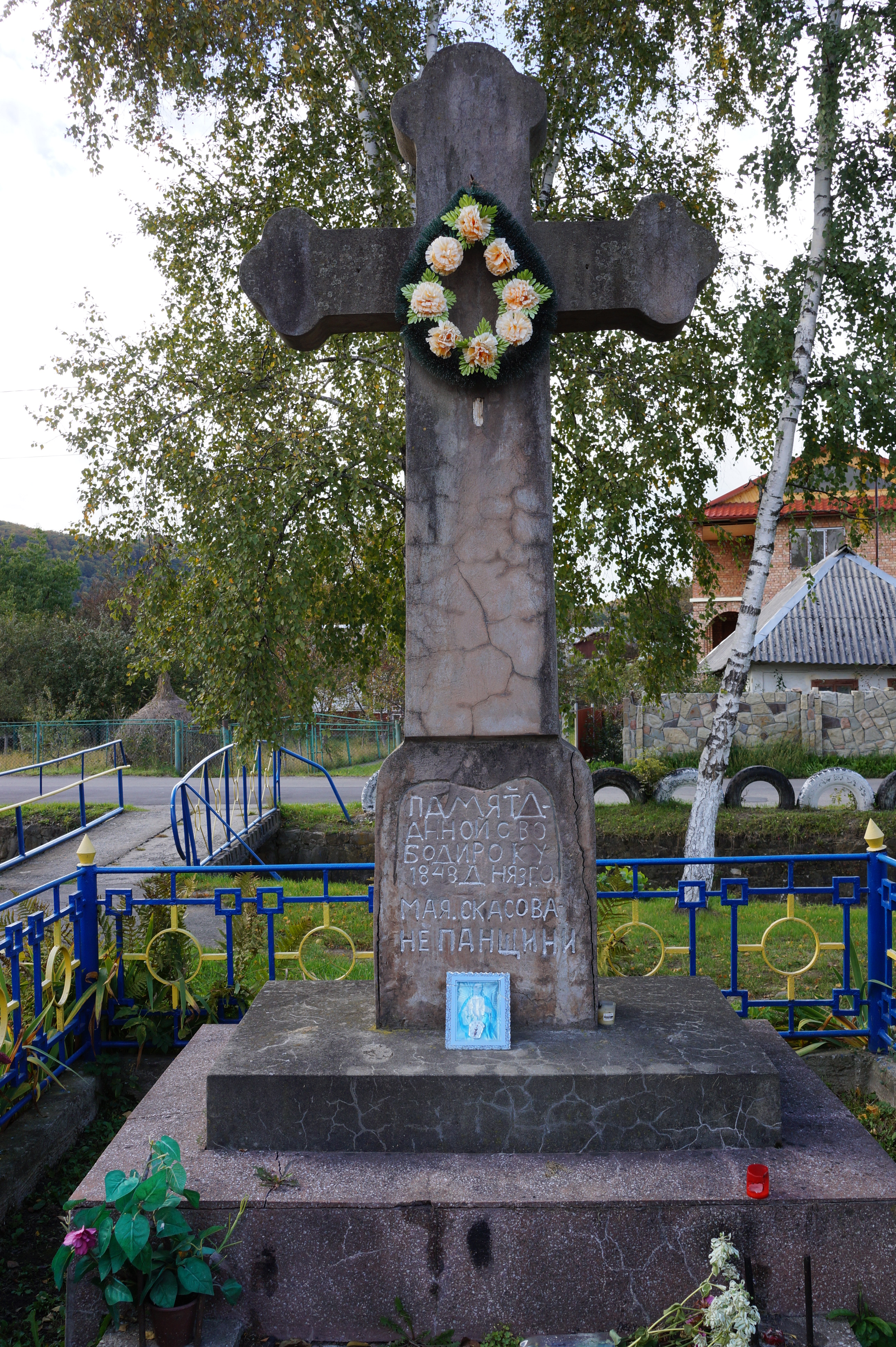
mémorial à la fin du servage, classé[11].

## Jumelages
- Krnov (Tchéquie)
- Prudnik (Pologne)